# Калтаненай
Калтаненай (лит. Kaltanėnai; ранее известно как Кальтине́най) — местечко в Швенчёнском районе Вильнюсского уезда Литвы.

## География
Местечко расположено на берегу озера Жеймянис, недалеко от истока реки Жеймяна. Через местечко проходит железная дорога Швенчёнеляй—Утена и шоссе Швенчёнеляй—Игналина. Рядом с местечком находится деревня Кальтиненай.

## История

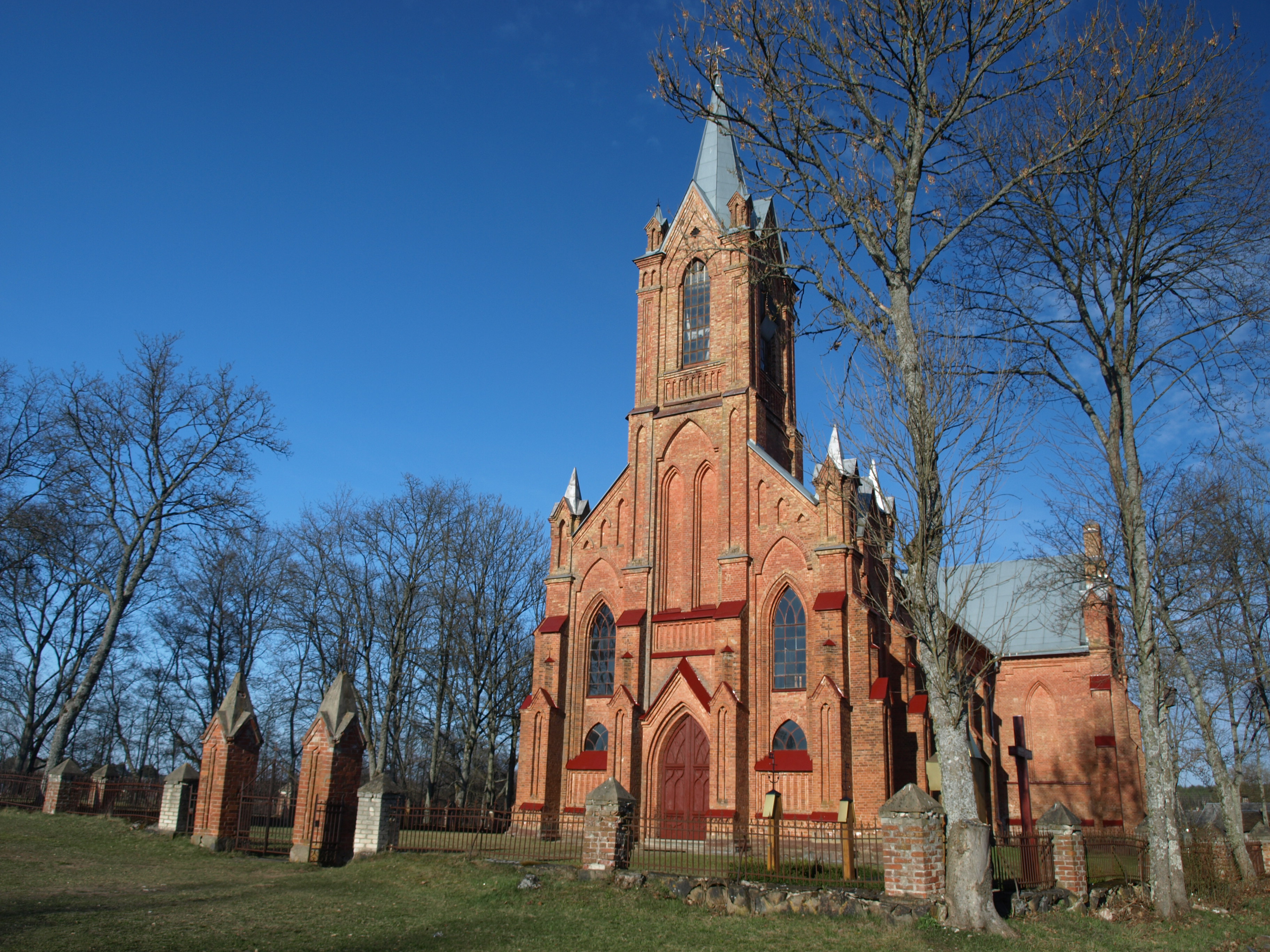
Костёл Святой Девы Марии Ангельской

В источниках упоминается с XV века. В документах 1512 года речь идёт о Кальтиненайском поместье; с начала XVII века — местечко. В 1633 году построена католическая церковь и основан монастырбь францисканцев (закрыт в 1832 году). Во время Русско-польской войны 1654—1667 годов костёл сгорел, в 1696 году он был отстроен.
В 1740—1767 годах возведён новый деревянный костёл с восьмиугольной колокольней. 
Во второй половине XIX века местечко было известно рынком скота и лошадей. 
В межвоенные годы местечко принадлежало Польше. Входило в состав Свенцянского повята Виленского воеводства.
Герб местечка был утверждён в 2012 году.

## Население
Население на 2001 год составляло 282 человека, на 2005 год — 284 жителя.
| 1865                                                                                                  | 1897 | 1905 | 1931 | 1929 | 1959 | 1977 |
| --- | ---- | ---- | ---- | ---- | ---- | ---- |
| 201                                                                                                   | 202  | 155  | 289  | 229  | 357  | 278  |
| 1979                                                                                                  | 1985 | 1989 | 2001 | 2011 | -    | -    |
| 288                                                                                                   | 301  | 282  | 282  | 204  | -    | -    |
| - * pagal enciklopedijos išleidimo metus. Metai, kurių duomenys pateikti enciklopedijoje, nenurodyti. |      |      |      |      |      |      |
| Гистограмма динамики населения                                                                        |      |      |      |      |      |      |

## Инфраструктура
В местечке имеется почтовое отделение, амбулатория, школа, библиотека, католическая церковь Святой Девы Марии Ангельской (неоготическое здание, возведённое по проекту архитектора Антония Филиповича-Дубовика в 1903—1909 годах).